# Glaphyropteridopsis villosa
Glaphyropteridopsis villosa är en kärrbräkenväxtart som beskrevs av Ren-Chang Ching och W.M. Chu. Glaphyropteridopsis villosa ingår i släktet Glaphyropteridopsis och familjen Thelypteridaceae. Inga underarter finns listade.